# Богуслав (город)
Богусла́в (укр. Богусла́в) — город в Киевской области Украины. Входит в Обуховский район. До 2020 года был административным центром упразднённого Богуславского района.

## Географическое положение

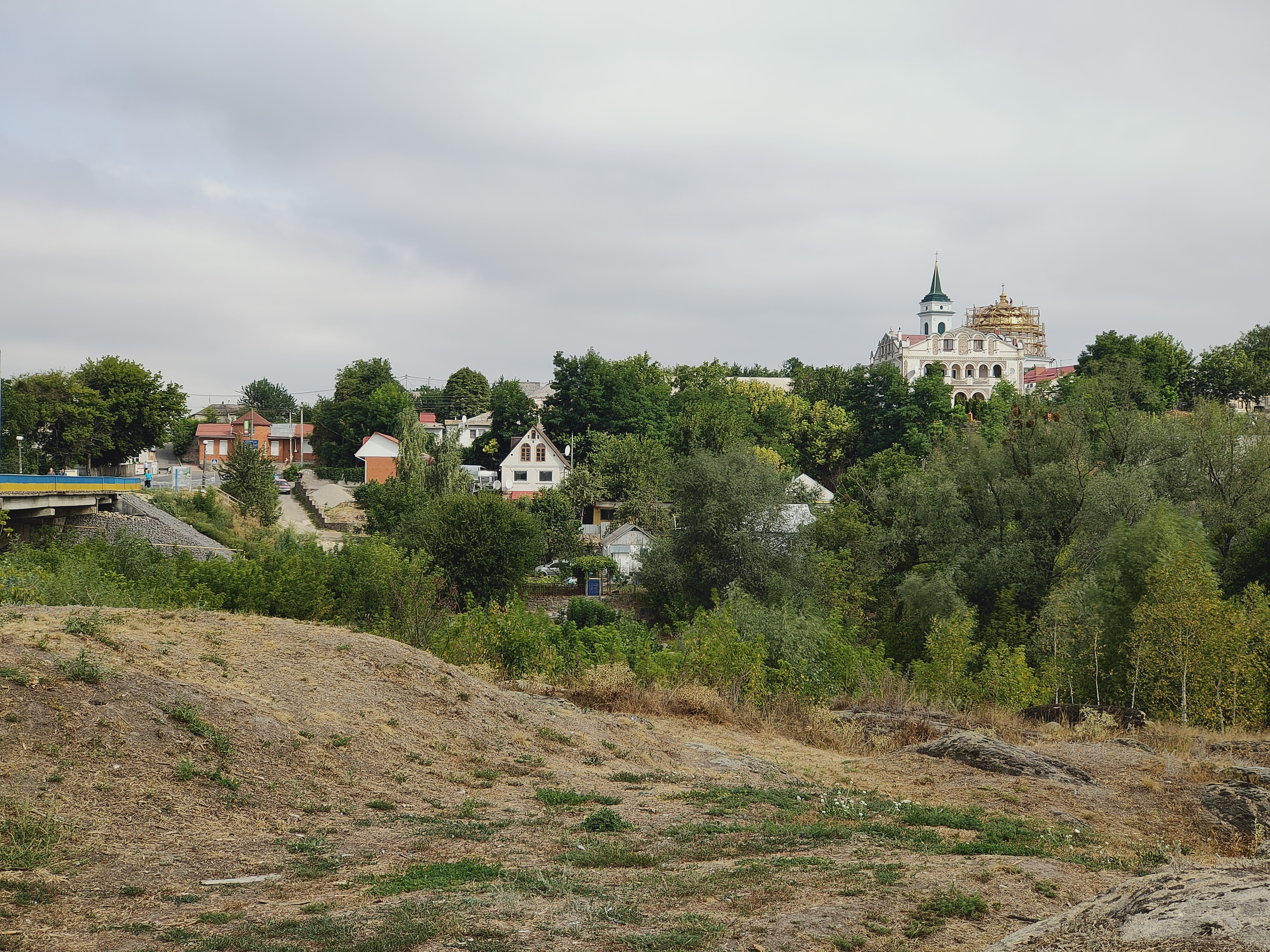
Вид через реку Рось на старый город со стороны ландшафтного парка Богуславль

Город расположен на реке Рось, относящейся к бассейну Днепра.

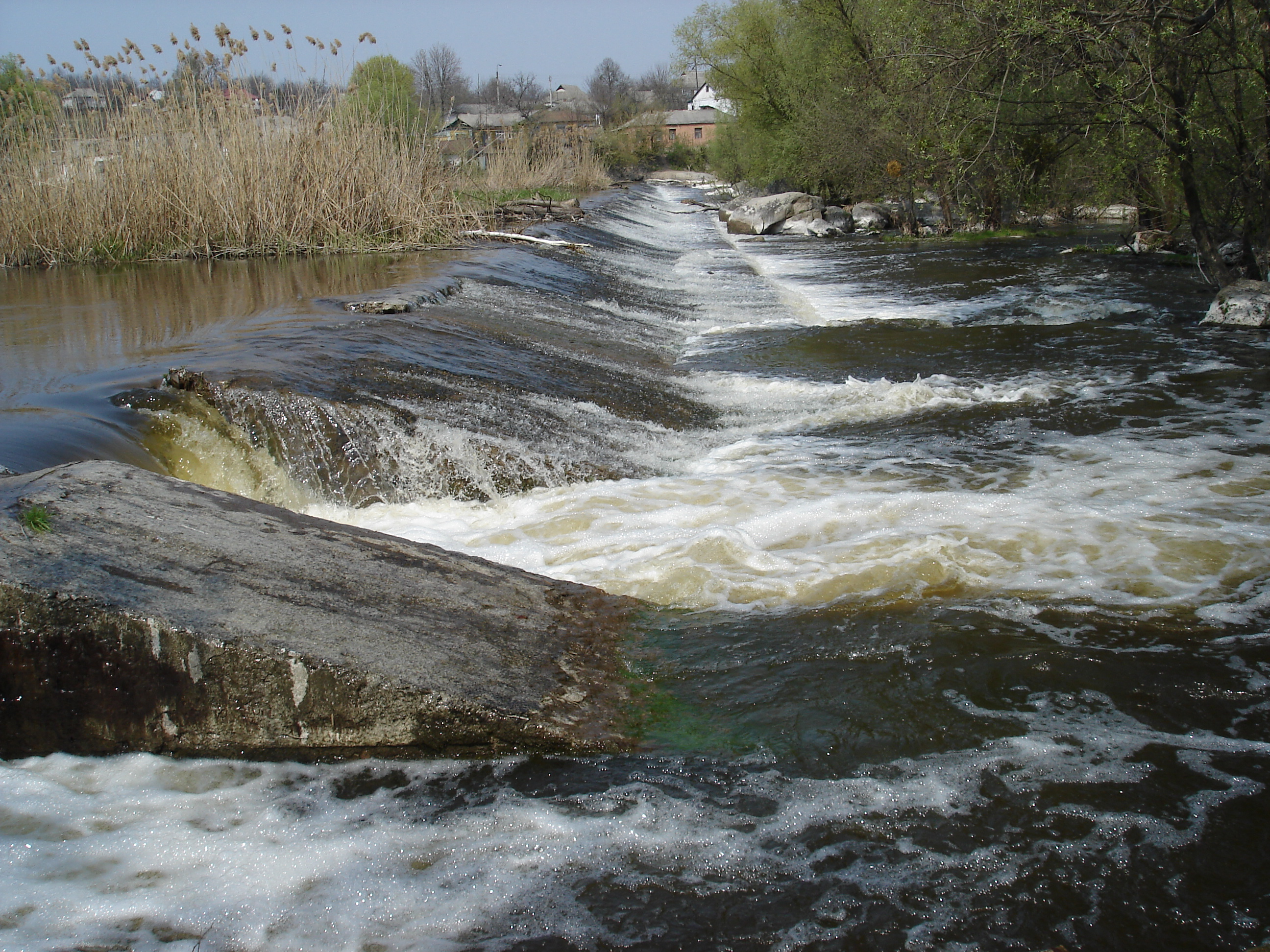
Дамба на Роси

## История

### Ранняя история
Считается, что Богуслав был основан в 1032 году киевским князем Ярославом Мудрым. Однако первое упоминание о поселении в летописи как крепость Поросской линии Богуславль датируется 1195 годом.
В 1240 году Богуслав был разрушен татаро-монгольскими ордами.
С 1362 года находился в составе Великого княжества Литовского.

### 1569—1793
После Люблинской унии 1569 года — в составе Киевского воеводства Речи Посполитой.
С целью колонизации южнорусских земель и укрепления южных границ Речи Посполитой польское правительство предприняло ряд мер для преобразования Богуслава в хорошо укреплённую крепость. В 1591 году король Сигизмунд III отдал город во владение волынскому воеводе Янушу Острожскому и позволил его заселять. За время пребывания города в собственности Острожского были укреплены стены замка, жителям были предоставлены значительные, по тем временам, привилегии: население освобождалось на 29 лет от всяких налогов и поборов, в нём, а также разрешалось проводить торги один раз в неделю и ярмарки дважды в год.
В 1620 году Богуслав получил магдебургское право и герб. В то время в городе было 115 дворов, 15 кабаков и 4 водяные мельницы. Население Богуслава участвовало в восстании Косинского 1591—1593 годов, Северина Наливайко 1594—1596 годов, П. Павлюка и К. Скидана (1637), Д. Гуни и Я. Острянина (1638).
После начала восстания Хмельницкого в 1648 году Богуслав стал сотенным городом Белоцерковского полка. По переписи 1654 года, в городе, который входил тогда в состав Корсунского полка, насчитывалось 610 казаков и 59 мещан.

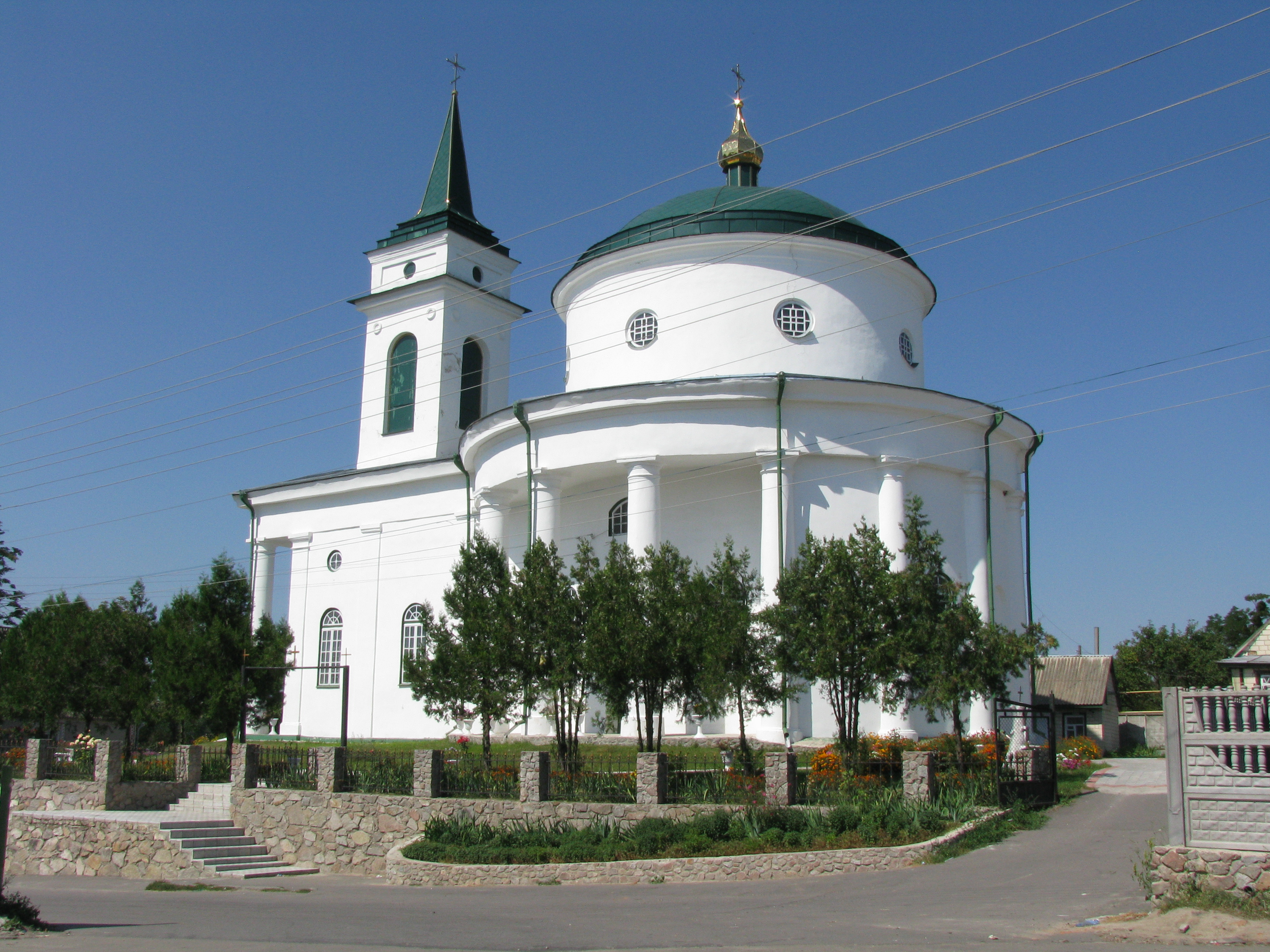
Свято-Троицкая церковь

Одна из улиц города

По Андрусовскому перемирию 1667 г. Богуслав отошёл к Польше. В течение XVI—XVII веков Богуслав перенёс многочисленные нападения со стороны крымских татар и турок.
В 1685 году был занят войсками казачьего полковника Самойла Самуся и по приказу гетмана Ивана Мазепы был создан Богуславский полк. Самусь был за всё время существования полка единственным полковником Богуславского полка, одновременно исполнял обязанности наказного гетмана правобережных украинских полков. В 1685—1692 годах Самойло Самусь отстраивает Свято-Николаевский монастырь под Богуславом. В 1712 году Богуславский полк ликвидирован.
В 1765 году город Богуслав вместе с крепким замком, подъёмным мостом и валом окружён был палисадами; он был староством и находился во владении великого коронного гетмана Яна Браницкого, краковского кастеляна. Во время Колиивщины 1768 население города вместе с гайдамаками уничтожило гарнизон польского войска.
В 1774 году Речь Посполитая отдала это староство в вотчину королю Станиславу Августу Понятовскому, который в 1777 году подарил его своему племяннику, генерал-лейтенанту князю Станиславу Понятовскому. Этот же король в 1778 году даровал городу разные вольности и пользование магдебургским правом.

### 1793—1917
В 1793 году Богуслав вместе с Правобережной Украиной вошёл в состав Российской империи.
В 1796—1837 годах Богуслав был центром Богуславского уезда Киевской губернии, с 1861 — волостной центр Богуславской волости Каневского уезда Киевской губернии.

### 1918—1991
После установления Советской власти на территории Украины Богуслав в 1919—1923 годах вновь стал центром Богуславского уезда Киевской губернии, с 1923 — центр Богуславского района.
В ходе Великой Отечественной войны, во время немецко-фашистской оккупации в 1941—1943 годах в районе Богуслава действовал партизанский отряд. В память об этих днях в 1981 году в городе установлен памятник Марине Грызун.

### После 1991
В мае 1995 года Кабинет министров Украины утвердил решение о приватизации находившихся в городе суконной фабрики, АТП-13249, завода «Мулит», Богуславского карьера, в июле 1995 года было утверждено решение о приватизации хлебозавода.

## Население
В январе 1989 года численность населения составляла 19 107 человек.
На январь 2025 года численность населения составляла 16 190 человек.

### Языковой состав
Родной язык населения по данным переписи 2001 года:
| Язык       | Численность, чел. | Доля     |
| ---------- | ----------------- | -------- |
| Украинский | 16 268            | 96,20 %  |
| Русский    | 597               | 3,53 %   |
| Другое     | 46                | 0,27 %   |
| Итого      | 16 911            | 100,00 % |

## Экономика
В Богуславе сконцентрирована основная часть промышленного производства Богуславского района. Преобладают предприятия пищевой и лёгкой отраслей, есть три камнедобывающих карьера (местность вокруг города знаменита залежами серого гранита). Раньше Богуслав был центром художественного декоративного искусства юга Киевщины, но в 1990-е годы предприятия этой отрасли были закрыты.
Главные предприятия города::
- ОАО «Богуславский завод продтоваров» — продукция: печенье, зефир.
- ЗАО «Богуславский маслозавод» (банкрот), на его территории существует ООО «ХеппиМилк» — продукция: спред, сыр «Фета».
- ОАО «Богуславский гранитный карьер» — добывает щебень, камень бутовый.
- ОАО «Богуславская суконная фабрика» — продукция: пледы, платки, пряжа, ткани.
- ОАО «Богуславская сельхозтехника» — производство опрыскивателей и навесной сельскохозяйственной техники.
- ОАО «Богуславский карьер» — добыча щебня, бутового камня.

Другие предприятия города:
- ОАО «Мулит» — радиоэлектронная промышленность.
- ДТ «Богуславский хлебобулочный завод».
- «Рось» — швейная фабрика.
- ООО «Спецпромстройсервис».
- Мебельная фабрика.
- Кирпичный завод.
- ГП «Богуславское лесное хозяйство» — заготовка древесины, деревообработка, лесокультурное производство, рекреация, охотхозяйство.

## Известные уроженцы
- Галик, Яков (Алимпий) (1703—1763) — известный украинский живописец и гравёр XVIII века.
- Сошенко, Иван Максимович (1807—1876) — украинский художник.
- Тимошенко, Александра Александровна (18 февраля 1972) — советская и украинская спортсменка по художественной гимнастике. Заслуженный мастер спорта СССР. Олимпийская чемпионка.
- Нетыкса, Адольф Адольфович (1862—?) — русский архитектор, общественный деятель и издатель.
- Файнзильберг, Миндль Ароновна (урожд. Котлова; 1868—1922) — мать Ильи Ильфа.
- Феллер, Михаил Наумович (р. 1928) доктор физико-математических наук (1989), проф. (1992), специалист по математическому анализу.
- Лойцкер, Ефим Борисович (1898—1970) — писатель и литературовед.
- Чередниченко, Надежда Илларионовна (1927—2019) — актриса.
- Толь, Герман [Herman Toll] (15.03.1907 — 26.07.1967) — член Палаты представителей Конгресса США от штата Пенсильвания с 1959 по 1967 годы. Родился в Богуславе, в 1910 году вместе с семьёй эмигрировал в США.

## В нумизматике
В 2008 году Национальный банк Украины выпустил юбилейную монету номиналом 5 гривен (материал — нейзильбер) «975 лет городу Богуславу». Тираж монеты составил 45 000 штук.